# Rogalinko
Rogalinko [rɔɡaˈlinkɔ] (tiếng Đức: Schäferei)  là một khu định cư ở khu hành chính của Gmina widwin, trong quận Świdwin, West Pomeranian Voivodeship, ở phía tây bắc Ba Lan. Nó nằm khoảng 8 kilômét (5 mi) về phía đông bắc của Świdwin và 96 km (60 mi) về phía đông bắc của thủ đô khu vực Szczecin.
Trước năm 1945, khu vực này là một phần của Đức. Đối với lịch sử của khu vực, xem Lịch sử của Pomerania.